# Big Black
Big Black – amerykański zespół muzyczny grający i wydający w latach 1982–1987. Jeden z najbardziej znanych i wpływowych jeśli chodzi o gatunek rocka określany jako noise rock. Ich twórczość można też częściowo wpisać w kilka innych nurtów: industrial, post punk, indie. Członkowie grupy konsekwentnie określali swoją muzykę jako punk rock.
Założycielem Big Black był Steve Albini, który grał na gitarze, pisał teksty i był wokalistą. Na początku Albini działał sam.
Charakterystyczne dla muzyki Big Black są: bardzo ostre, metaliczne brzmienie gitar, użycie automatu perkusyjnego. Większość z tekstów grupy porusza tematy takie jak narkomania, gwałt, morderstwa, rasizm, a także choroby psychiczne.
Big Black cechowało także specyficzne, krytyczne podejście do przemysłu muzycznego. Początkowo częste spory z firmami wydawniczymi prowadziły do ciągłych zmian wytwórni. Część produkcji zespół wydał zresztą niezależnie. Potem związał się z kultową dla fanów noiserocka wytwórnią Touch and Go. Muzycy BB byli własnymi menedżerami, zdarzało się także, że wykupowali bilety na swoje koncerty i własne albumy.
Jednym z ciekawszych utworów zespołu jest noise’owy cover The Model zespołu Kraftwerk. Z kolei na płycie The Hammer Party znajduje się przeróbka piosenki The Big Payback Jamesa Browna.
Po zakończeniu działalności Big Black Steve Albini rozwijał swoją wizję noise’u w zespołach Rapeman (jeden album) i Shellac.

## Skład
- Steve Albini – gitara, wokal
- Santiago Durango – gitara
- Dave Riley – gitara basowa

## Dyskografia
- Atomizer – 1986
- Songs About Fucking – 1987
- Pigpile (live) – 1992

### Kompilacje
- The Hammer Party – 1986
- The Rich Man's Eight Track Tape – 1987

### Single iEP-ki
- Lungs – 1983
- Bulldozer – 1984
- Racer-X – 1984
- Il Duce – 1985
- Headache – 1987
- Hearbeat – 1987
- The Model – 1987